# Monéteau
Monéteau település Franciaországban, Yonne megyében. Lakosainak száma 4113 fő (2022. január 1.). Monéteau Gurgy, Appoigny, Auxerre, Héry, Perrigny és Villeneuve-Saint-Salves községekkel határos.

## Népesség
A település népességének változása:
| Lakosok száma | 4001 | 3993 | 4074 | 3985 | 4127 | 4125 | 4110 | 4111 | 4113 |
|               | 2013 | 2015 | 2016 | 2017 | 2018 | 2019 | 2020 | 2021 | 2022 |